# リー・ハーフペニー
リー・ハーフペニー（Leigh Halfpenny、1988年12月22日 - ）は、ウェールズのラグビーユニオン選手である。現在はプレミアシップのハーレクインズに所属している。キャリアの初期は主にウイング(WTB)としてプレーしていたが現在の主なポジションはフルバック(FB)。世界屈指のプレースキッカーとして知られる。

## キャリア
オスプリーズの下部組織でプレーした後カーディフ・ブルーズと契約し、2008年のアルスター戦でデビューした。同年には19歳にしてウェールズ代表に選出され南アフリカ代表戦でデビュー。2009年にはブリティッシュ・アンド・アイリッシュ・ライオンズの南アフリカ遠征メンバーに選ばれた。2011年にはラグビーワールドカップニュージーランド大会に出場、プレースキッカーも務めた。2013年、ブリティッシュ・アンド・アイリッシュ・ライオンズのオーストラリア遠征に参加しシリーズMVPに選ばれる活躍を見せた。
2014年、フランス1部トップ14のRCトゥーロンへの加入を発表した。2015年、ラグビーワールドカップイングランド大会のウェールズ代表スコッドに入っていたもののウォームアップゲームのイタリア代表戦で負傷し大会直前になって離脱して出場を逃した。2017年、RCトゥーロンを退団し自国ウェールズのスカーレッツに移籍加入した。
2023年、スーパーラグビークルセイダーズへ加入。翌2024年、ハーレクインズへ加入。